# آل سربي (صعدة)
آل سربي هي إحدى قرى الجمهورية اليمنية. وهي تتبع جغرافيًا لمحافظة صعدة. وإداريًا لمديرية سحار. يبلغ تعداد سكانها 3394 نسمة حسب الإحصاء الذي أجري عام 2004.